# Сибирская металлургическая база
Сиби́рская ба́за чёрной металлургии России расположена в одноимённом географическом регионе, центром является Новокузнецк. Сформировалась в 1930-х годах вокруг угольных месторождений Кузнецкого каменноугольного бассейна.

## История
Формирование базы происходило в 1930-х годах на территории Западно-Сибирского и Восточно-Сибирского экономических районов. Сибирская база чёрной металлургии богата запасами железной и марганцевой руды. Прежде всего, выделяются запасы Горной Шории, Хакасии и Ангаро-Илимского железорудного бассейна. Основным источником каменного угля являются месторождения Кузнецкого каменноугольного бассейна. Часто выделяются в качестве отдельных формирований Кузбасскую, Западно-Сибирскую и Восточно-Сибирскую металлургические базы.
На территории Сибирской металлургической базы работают несколько предприятий:
- Новокузнецкий металлургический комбинат
- Западно-Сибирский металлургический комбинат
- Новокузнецкий ферросплавный завод

Основными переделывающими предприятиями Сибирской металлургической базы являются:
- Новосибирский металлургический завод имени Кузьмина
- Металлургический завод «Сибэлектросталь»
- Гурьевский металлургический завод
- Петровск-Забайкальский металлургический завод